# Gelbe Teichrose
Die Gelbe Teichrose (Nuphar lutea), auch Gelbe Teichmummel, Mummel, Teichmummel oder Teichkandel, ist eine Pflanzenart aus der Familie der Seerosengewächse (Nymphaeaceae).

## Beschreibung
Nuphar lutea ist eine ausdauernde krautige Pflanze. Diese Wasserpflanze bildet Rhizome als Überdauerungsorgane, die einen Durchmesser von 3–8 cm aufweisen.
In seichtem Wasser ragen die Blätter über den Wasserspiegel hinaus, in tieferen Teichen schwimmen sie an der Oberfläche. Die Laubblätter sind lang gestielt (etwa 50 cm). Weitmaschige Lufträume im Blattgewebe sorgen dafür, dass Atemluft durch Luftkanäle im Blattstiel zum Rhizom geleitet werden können. Die Blattspreite ist nicht kreisrund, sondern nieren- bis herzförmig; etwa 15–30 cm lang und 10–22 cm breit. Wenn die Pflanze nicht genügend Platz hat und durch andere Pflanzen verdeckt wird, treibt sie große runde, leicht am Rand gewellte, dem Rhabarber ähnliche Blätter unter Wasser. Sobald der „Stau“ beseitigt ist, treibt sie ihre normalen Blätter aus, die sich unter Wasser zu entrollen beginnen und sich dann auf die Wasseroberfläche schieben.

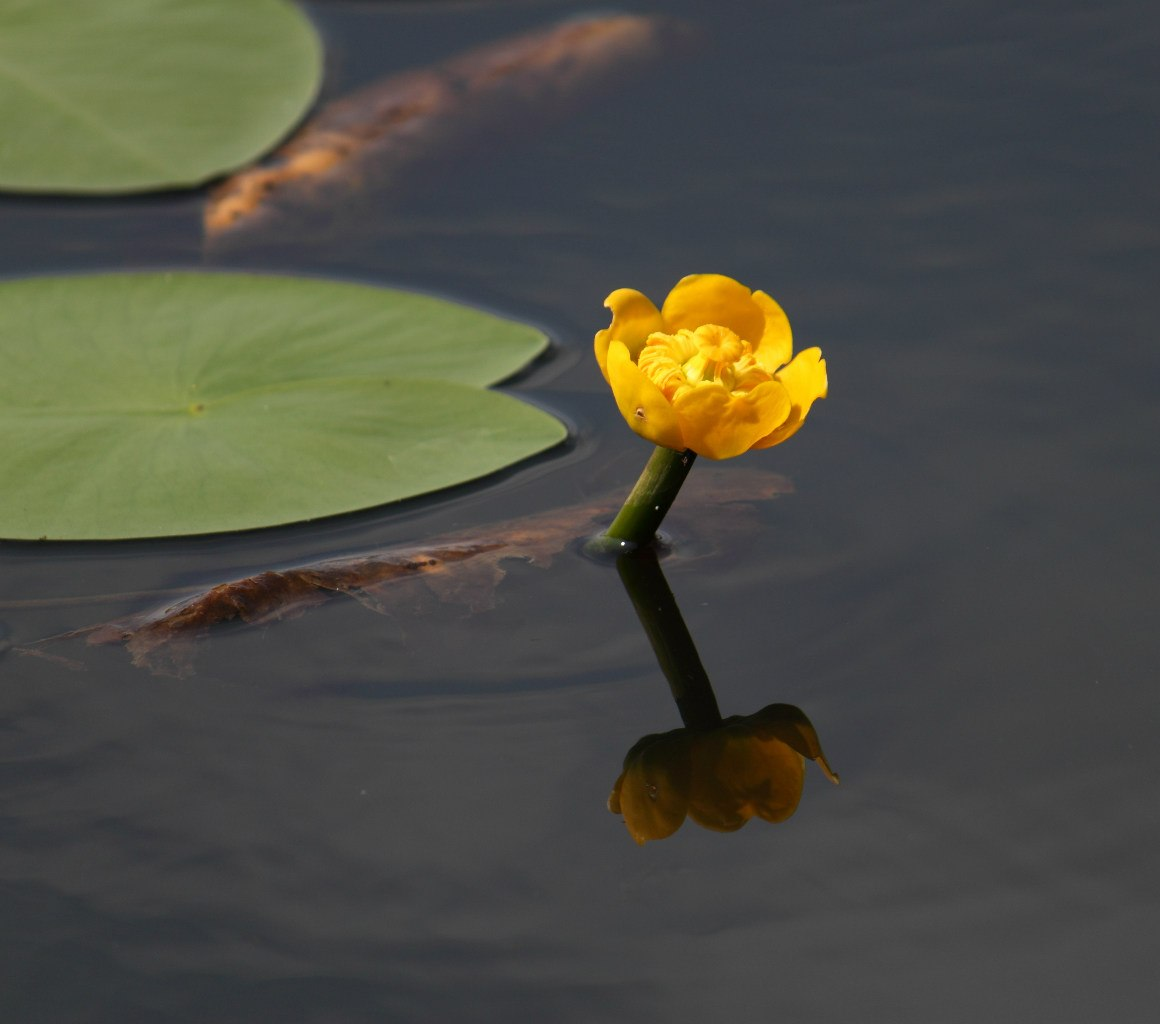
Blüte

Die Blüten ragen an kräftigen, etwa 50 cm langen, glatten Blütenstielen knapp über die Wasserfläche hinaus. Die sattgelben, zwittrigen, radiärsymmetrischen Blüten erreichen Durchmesser von 4–12 cm und erinnern in ihrer Form und Farbe an übergroße, kugelförmige Dotterblumen. Eine Blüte besitzt 5 gelbe Kelchblätter, bis zu 25 Kronblätter, 11–22 gelbe Narbenstrahlen und viele gelbe Staubblätter. Am Morgen öffnet sich die Blüte und schließt sich wieder am frühen Nachmittag. Die Blütezeit liegt zwischen Juli und September.
Die Frucht weist einen Durchmesser von etwa 2,5 cm auf. Die olivgrünen, eiförmigen, glatten Samen sind etwa 5 mm groß.
Die Chromosomenzahl beträgt 2n = 34.

## Etymologie
Der Name Nuphar wurde schon von Dioskurides gebraucht und geht vermutlich auf das ägyptische „nu-far“ zurück. Im Mittelalter wurde die Bezeichnung Nenufar verwendet.

## Vorkommen
Die Gelbe Teichrose findet man in Europa von Portugal bis Griechenland und von Irland bis Russland und zur Ukraine. Außerdem kommt sie in Algerien, in Westasien, im Kaukasusraum, in Sibirien, Kasachstan und Xinjiang vor. Frühere Angaben aus Nordamerika werden heute anderen Arten zugeordnet.
Die Pflanze gedeiht in stehendem bis leicht fließendem Gewässer. Sie gedeiht optimal in Wassertiefen von 0,8 bis 2 Metern, kommt aber bis zu 6 Metern Tiefe vor. Sie ist eine Charakterart des Myriophyllo-Nupharetum aus dem Verband Nymphaeion.
Als Gartenpflanze stellt die Gelbe Teichmummel ähnliche Anforderungen wie die Weiße Seerose. Sie kann jedoch anders als jene auch im Schatten gedeihen.

## Ökologie
Die Gelbe Teichrose ist eine ausdauernde Wasserpflanze mit Schwimmblättern und salatblättrigen Unterwasserblättern. Vegetative Vermehrung erfolgt durch verzweigte oder abgerissene Rhizome. Sie kommt bis maximal 6 m Wassertiefe vor und dann auch oft in einer untergetauchten, flutenden Form ohne Schwimmblätter. Als typische Wasserpflanze hat die Gelbe Teichrose ein spezielles Durchlüftungsgewebe oder Aerenchym. Dieses stellt über die Zellzwischenräume, die sogenannten Interzellularen einen direkten Zusammenhang zwischen den Spaltöffnungen einerseits und den Wurzelspitzen andererseits her. Dass solch ein Weg der Luft existiert, hat erstmals der Franzose Dutrochet (1776–1847) beim Studium dieser Art erkannt.
Die Blüten sind stark duftende „Nektar führende Scheibenblumen“ und stehen gewöhnlich über der Wasseroberfläche. Bestäuber sind Käfer und Schwebfliegen.
Die zahlreichen, freien Balgfrüchte sind vom fleischigen Achsengewebe umgeben, so dass eine Sammelfrucht entsteht, die bei der Reife durch Ablösung des umgebenden Achsengewebes in halbmondförmige, vielsamige Einzelfrüchte zerfällt. Die Samen sind aufgrund von lufthaltigem Schleim schwimmfähig; sie sind Licht- und Kältekeimer.
Es gibt von der Gelben Teichrose eine untergetaucht flutende Form, Nuphar lutea f. submersa Rouy. Sie kommt in Gesellschaften des Verbands Ranunculion fluitantis vor.

## Inhaltsstoffe und Essbarkeit
Hauptwirkstoffe der Pflanze sind nach älteren Angaben 0,4 % Nupharin und β-Nupharidin, Hauptalkaloid Desoxynupharidin. Nupharin hatte im Tierversuch einen atropin- und papaverinähnlichen, spasmolytischen und blutdrucksenkenden Effekt, Desoxynupharidin dagegen wirkt tonisch und führt zu erhöhtem Blutdruck.
Die Samen sind (geröstet) essbar. Sie wurden seit Auftauchen der Pflanze nach der letzten Kaltzeit in der Mittelsteinzeit, meist geröstet, verzehrt (Funde ab 9000 v. Chr. z. B. bei Duvensee).